# Saint-Germain-la-Blanche-Herbe
Saint-Germain-la-Blanche-Herbe település Franciaországban, Calvados megyében. Lakosainak száma 2493 fő (2022. január 1.). Saint-Germain-la-Blanche-Herbe Authie, Caen, Carpiquet, Saint-Contest és Rots községekkel határos.

## Népesség
A település népessége az elmúlt években az alábbi módon változott:
| Lakosok száma | 232  | 1223 | 1615 | 2473 | 2401 | 2358 | 2306 | 2298 | 2405 | 2493 |
|               | 1968 | 1982 | 1990 | 2006 | 2013 | 2015 | 2017 | 2019 | 2020 | 2022 |